# ミラー・ミラーIII:ザ・ボーヤー
『ミラー・ミラーIII：ザ・ボーヤー』（Mirror, Mirror III: The Voyeur）は、1995年に公開されたアメリカのホラー映画である。
「ザ・ミラー/悪魔の棲む鏡」シリーズの3作目。シリーズ唯一の日本未公開（未リリース）作品。

## ストーリー
凶悪犯の愛人カサンドラがいざこざの末に亡くなり、その凶悪犯も命を落とすという事件があってから数年後、カサンドラが以前に付き合っていた男アンソニーが事件現場の家に引っ越してきた。そこには彼女が所持していた悪魔の鏡が残されていた。事件はまだ終わってないと捜索を続けるコベック刑事からその一件を知るアンソニーはその日から、死んだカサンドラの姿を目撃するようになる。それはカサンドラの怨念が鏡の力で実体化していたものであり、アンソニーやその友人達を妬み殺そうとしていたのである。

## キャスト
- アンソニー - ビリー・ドラゴ
- コベック刑事 - デヴィッド・ノートン
- カサンドラ - モニーク・ペアレント
- ジョーイ - マーク・ラファロ
- フリオ - リチャード・カンシーノ
- キャロリン - エリザベス・ボールドウィン
- ラモン - ルドルフ・ウェーバー